# Kościół Matki Bożej Szkaplerznej w Raduniu
Kościół Matki Bożej Szkaplerznej w Raduniu – katolicki kościół parafialny zlokalizowany we wsi Raduń w gminie Choszczno, w powiecie choszczeńskim (województwo zachodniopomorskie).

## Historia i architektura
Kościół został wzniesiony na przełomie XIV i XV wieku. Niższą partię budowli wzniesiono z granitowej kostki. Wyższą część elewacji, ozdobioną wąskimi, ostrołukowymi wnękami, wymurowano z cegły. W elewacji wschodniej znajdują się ostrołukowe wnęki i otwory okienne osadzone w profilowanych ceglanych obramieniach, ozdobionych ceglanymi maskami. W elewacji południowej umieszczony jest gotycki, profilowany portal wejściowy. Od strony zachodniej znajduje się neogotycka wieża, dobudowana w 2. połowie XIX wieku. Wieża, w dolnej partii czworoboczna, przechodzi w wyższych kondygnacjach w ośmioboczną i nakryta jest spiczastym hełmem z krzyżem na szczycie. Zawieszony jest na niej dzwon o średnicy 90 cm, z 1643 roku. Kościół otacza teren dawnego cmentarza, z XVI-wieczną bramką zdobioną ceglaną dekoracją w formie pięciu sterczyn w kształcie wieżyczek.
Przed 1945 rokiem kościół należał do parafii ewangelickiej, podlegającej pod inspektorat w Choszcznie. Po II wojnie światowej kościół został konsekrowany jako świątynia katolicka w dniu 20 lipca 1945 roku. Z dawnego wyposażenia zachowała się tylko XIX-wieczna empora chórowa.